# Jardim Mário Soares
O Jardim Mário Soares, também conhecido como Jardim do Campo Grande, está localizado na freguesia de Alvalade, na via denominada Campo Grande, sendo o maior jardim do centro de Lisboa, ocupando uma área de 13,38 hectares, atingindo 1.200m de comprimento por 200m de largura. O jardim está dividido em 2 zonas, pela Av. do Brasil: a zona Norte com 6ha e a zona Sul com 5ha.

## Historia
- Foi palco do cerco a Lisboa pelo rei de Castela na sequência da crise de 1383-85.
- Campo da cerimónia de revista às tropas pelo Rei D. Sebastião, antes da partida para Alcácer Quibir.
- No século XVI denominava-se Campo de Alvalade.
- A partir de finais do século XVII, começou a ser ocupado por alguns solares, restaurantes e actividades lúdicas dedicadas aos boémios. Dos retiros já não há testemunhos, mas em redor do espaço ainda lá estão alguns palacetes, como seja o palácio Pimenta, onde está alojado o Museu da Cidade, ou o palácio do Conde de Vimioso.
- Em 1792,  no reinado de D. Maria I, começou a discutir-se o projeto de um jardim nos campos de Alvalade, com a finalidade de criar uma zona arborizada que incluísse um circuito para corridas de cavalos.
- O espaço voltou a ter funções públicas, quando Pina Manique mandou elaborar um projecto de Passeio Público para aquela área e que passou a ser uma das entradas nobres da cidade. O Passeio Público  servia de local de feiras como a Feira do Campo Grande ou a Feira das Nozes que chegava a durar 2 meses.
- Em 1801, D. Rodrigo de Sousa Coutinho, Conde de Linhares, sob ordens do Príncipe Regente D. João, projetou a sua plantação, inspirada no estilo de Passeio Romântico.
- Em 1816 alberga as primeiras corridas de cavalos, sendo que hoje em dia os concursos hípicos são realizados nas proximidades do jardim, por trás do Museu da Cidade.
- Em 1869, durante o reinado de D. Luís I, arranca a construção do lago principal, para agradar às esposas e famílias dos amantes de cavalos. Nascem os passeios românticos de barco a remos, frequentados por nobres e realeza[2].
- Em 1941 o jardim foi devastado por um ciclone.
- Em 1945, o arquitecto Francisco Keil do Amaral elaborou um projeto para remodelação, com ampliação do jardim e introdução de equipamentos desportivos: o rinque de patinagem e 2 campos de tenis.
- Em 1964 foi edificada a Piscina do Campo Grande, na Zona Sul, com projecto de Francisco Keil do Amaral.
- Em 1974 foi edificado o Centro Comercial Caleidoscópio, na zona Norte, com projecto de Nuno San Payo.
- Em 2002 foi inaugurado o Café Concerto[3], na zona Norte.
- Em 2005 foi renovado o Parque Infantil[4], na zona Sul.
- Em 2012 a Câmara Municipal de Lisboa iniciou as obras de requalificação da zona Norte[5], orçamentadas em 2 milhões de euros[6], cujas obras terminaram no final do ano de 2013. Já no ano de 2015, deu-se início às obras do Edifício Caleidoscópio[7], da Piscina do Campo Grande[8] e do Padel Campo Grande.

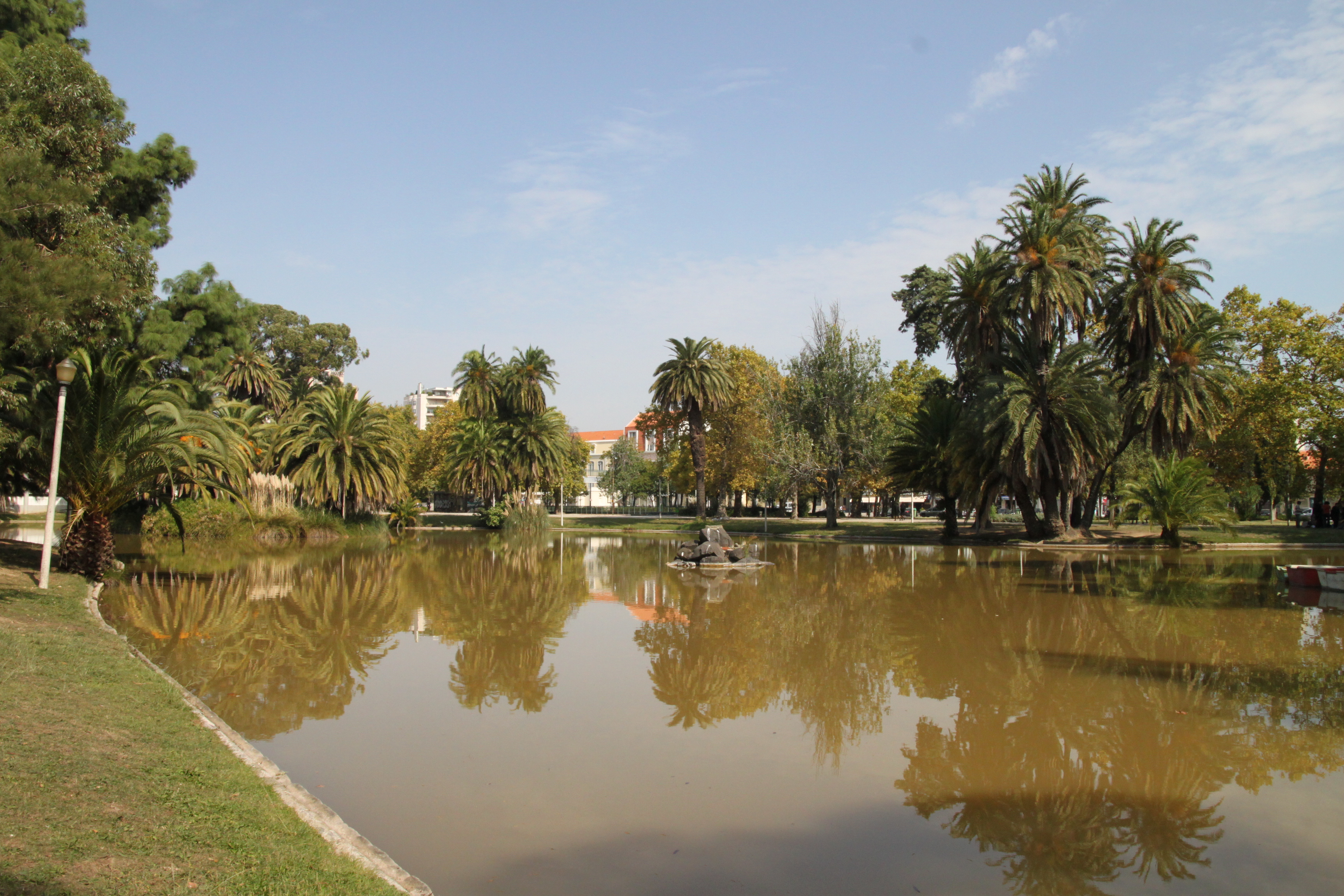
Lago do Jardim Mário Soares

- No início do mês de Novembro de 2016 iniciaram as obras de requalificação da zona Sul, com uma duração prevista de 11 meses.
- Em 25 de abril de 2018, a zona sul do Jardim, que foi intervencionada, foi inaugurada com o nome de Mário Soares. As obras contaram com a criação de novos caminhos, a plantação de árvores e a restauração do lago.

## Equipamentos disponíveis
O jardim está repleto de pontos de interesse, que se espalham pelas 2 parcelas (com a Av. do Brasil ao meio).

### Na parcela Sul
- parque infantil;
- Piscina do Campo Grande (obras de requalificação em estado de conclusão);
- edifício dos antigos balneários (ainda sem projeto de requalificação).
- Chalet das Canas

### Na parcela Norte
- barcos a remos para alugar;
- Café Concerto, restaurante e cafetaria;
- Casa do Lago, restaurante antigamente conhecido como  esplanada do lago, localizado na ilha do lago principal, sendo o acesso feito por uma pequena ponte;
- Edifício Caleidoscópio, composto pelo McDonald's e por uma sala de estudo;
- Padel Campo Grande, com 9 campos de padel e cafetaria;
- Parque Canino[9];
- parque de merendas;
- sala de Ames.

## Elementos decorativos

### Estátuas
- No topo norte localizam-se as estátuas de D. Afonso Henriques e de D. João I;
- No lago sul, a estatua caricatura do SAM;
- No topo Sul, o monumento ao humorista e caricaturista Rafael Bordalo Pinheiro, cujo Museu se encontra nas imediações do jardim.

### Outros
- Escala, ao longo da parcela norte do jardim, com os principais feitos na área da matemática;
- 4 bancos matemáticos: "o Mancala", O "Alquerque", o "Moinho" e o "Hex"[10].

## Botânica
No jardim podemos encontrar os mais diversos exemplares botânicos, alguns bastante raros, como palmeiras das Canárias, pinheiros, eucaliptos, acácias, amoreiras de papel, figueiras, pimenteiras, tílias, incenso, jacarandá, grevídea, bordo e castanheira da índia vermelho, etc. Também muitas espécies de aves nidificam e podem ser observadas, nomeadamente os pintassilgos, os pardais, os chamarizes, as toutinegras carrasqueiras e os maçaricos das rochas.
Situado no vale da ribeira do Lumiar (afluente da ribeira de Alcântara), o jardim é rico em basalto.

## Fado do Campo Grande
Muito querido dos lisboetas de diferentes gerações, o Jardim do Campo Grande é celebrado no Fado do Campo Grande (letra de Ary dos Santos, música de Vitorino de Almeida), nomeadamente nos primeiros versos deste fado que é uma declaração de amor a Lisboa: «A minha velha casa,/ por mais que eu sofra e ande,/ é sempre um golpe de asa,/ varrendo um Campo Grande...».